# Tibouchina
Tibouchina là chi thực vật có hoa trong họ Mua.

## Hình ảnh

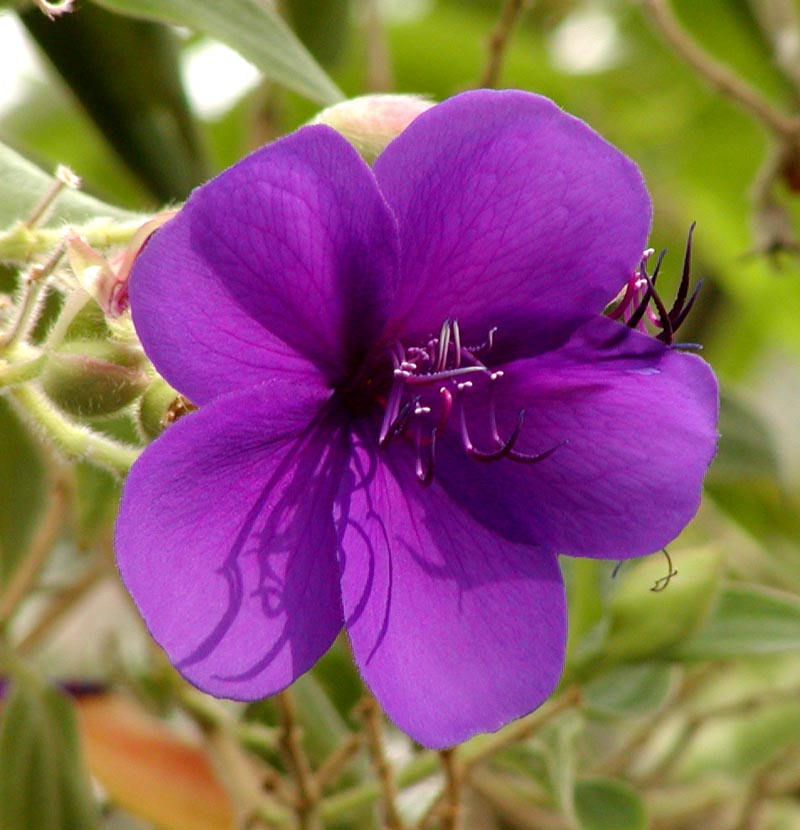
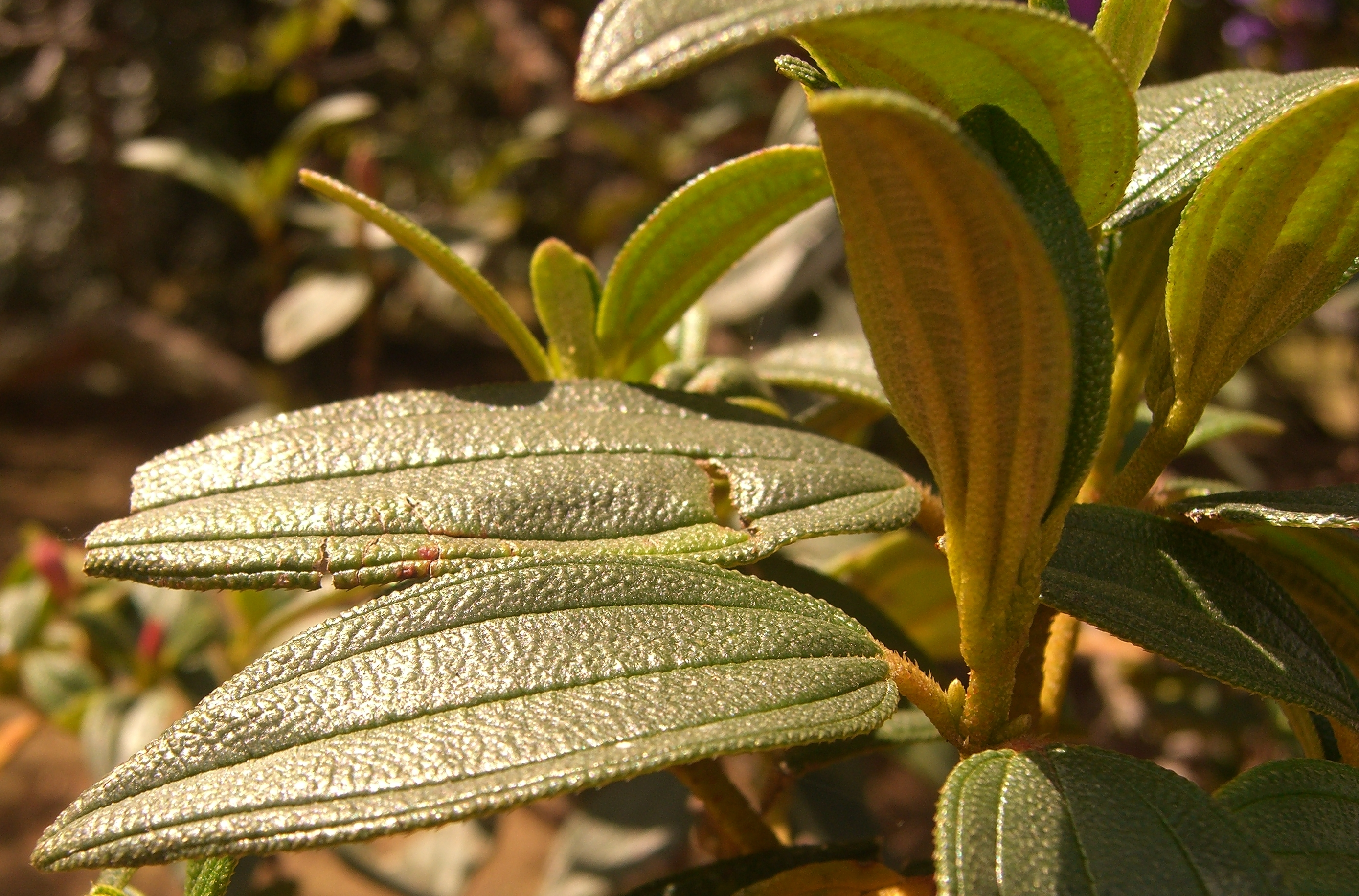
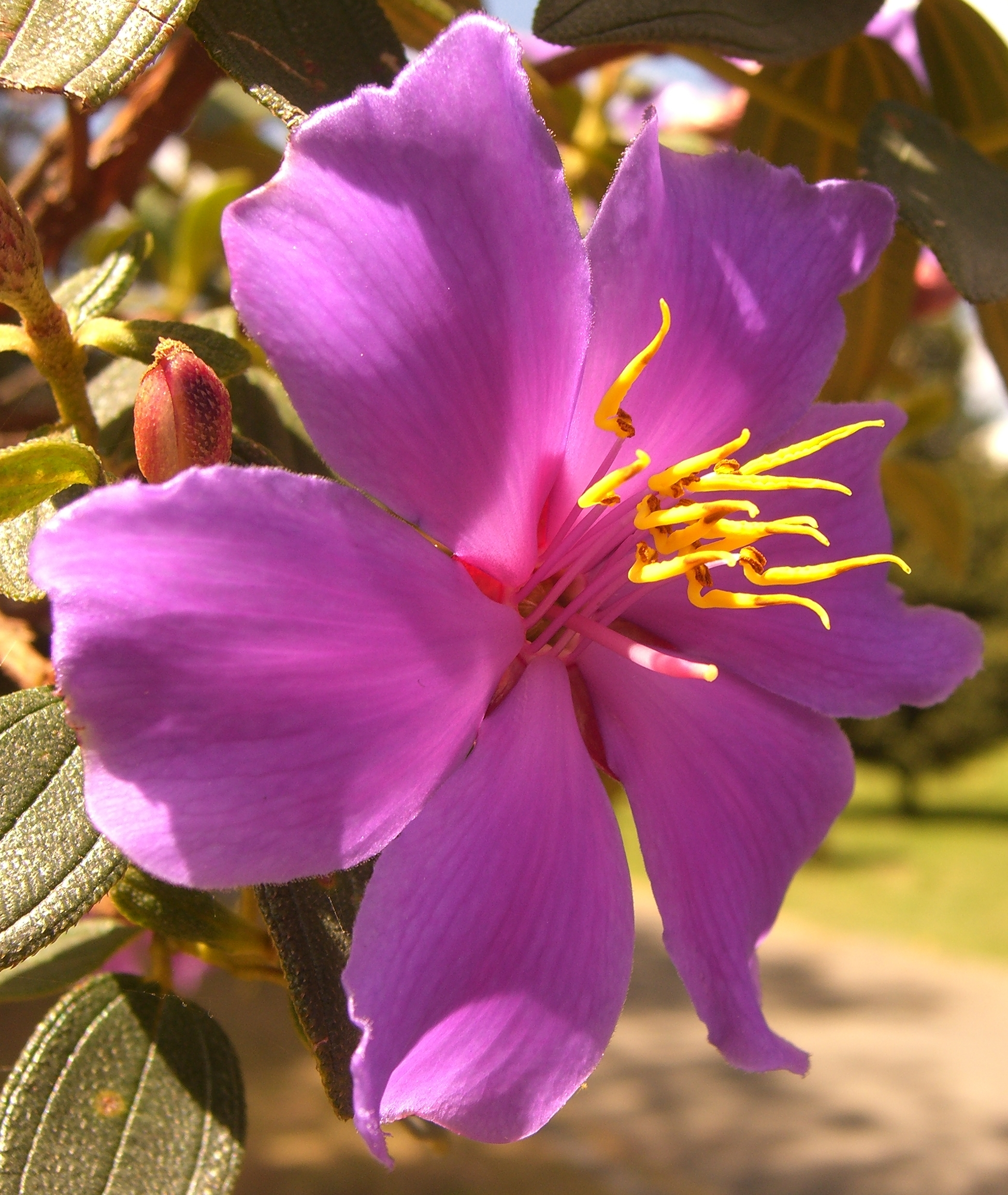
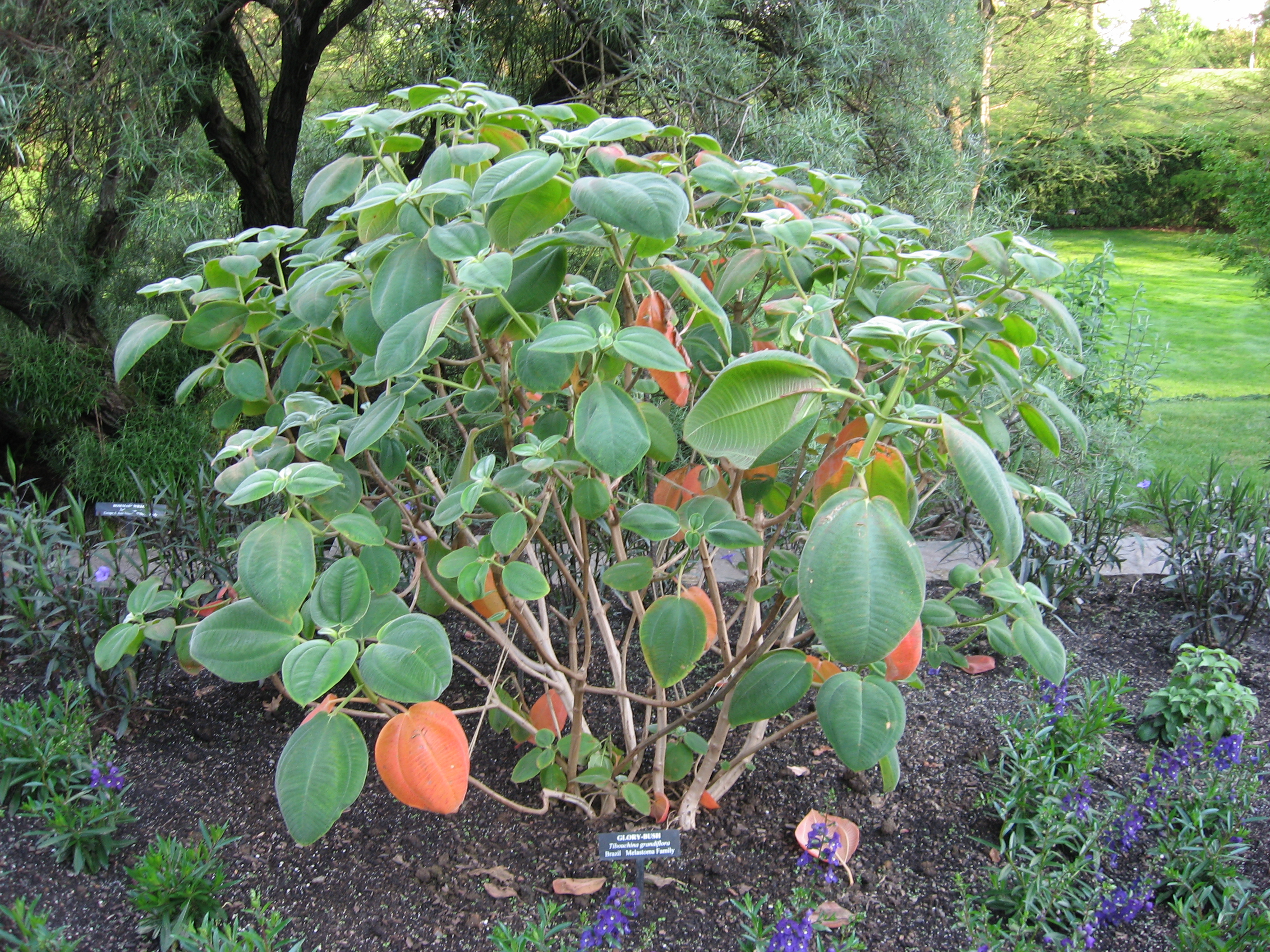